# (248183) Pisandre
(248183) Pisandre, désignation internationale (248183) Peisandros, est un astéroïde troyen jovien.

## Description
(248183) Pisandre est un astéroïde troyen jovien, camp troyen, c'est-à-dire situé au point de Lagrange L5 du système Soleil-Jupiter. Il présente une orbite caractérisée par un demi-grand axe de 5,173 UA, une excentricité de 0,054 et une inclinaison de 15,0° par rapport à l'écliptique.
Il est nommé en référence au personnage de la mythologie grecque Pisandre, acteur du conflit légendaire de la guerre de Troie.

## Compléments